# 小島めぐみ
小島 めぐみ（こじま めぐみ、1980年10月24日 - ）は、日本の女性声優。オフィス ワタナベ所属。神奈川県横浜市出身。

## 人物
- 3人姉妹の長女である。
- 大学時代に、保育士の免許を取得している[2]。
- 二十歳前に研修で先生をやっていた。
- 普段からテンションが高い。また、自称「清純派」。
- デビュー時のキャッチコピーは、『次世代型どじっ娘☆アイドル』だったが、インターネットラジオ『ふぃあ通』において三下娘っぷり（どんなに理不尽なことであっても、先輩には絶対に逆らえないキャラ）が定着。
- 『ぴちぴちピッチ』で共演した小暮英麻と親交があり、小暮を「英麻さまっ」と呼んでいる。『ナイトウィザード』関連の仕事は、小暮が紹介した。『アリアンロッド・リプレイ・ハートフル』でも共演している。
- 2005年『ふしぎ星の☆ふたご姫』のファイン役が初主演作。
- 2007年2月11日に下屋則子・土屋実紀・石塚さよりとバンド「Cri☆siS」（クライシス）を結成した（小島はキーボード担当）。
- 井上和彦の声優教室4期生[1]。元氣プロジェクト[4]に所属していたが、同プロジェクトの体制変更を受けてオフィス ワタナベが設立されたのに伴い、2009年9月1日付で矢部雅史、神崎ちろらとともに同社に所属。元氣プロジェクト時代の同僚には速水けんたろう、かかずゆみ、長谷優里奈（旧名：落合祐里香）、山川琴美らがいた。

## 出演
太字はメインキャラクター。

### テレビアニメ
2001年
- SAMURAI GIRL リアルバウトハイスクール（姫川沙羅）

2002年
- GetBackers-奪還屋-（女の子）
- スパイラル －推理の絆－（女子高生A）

2003年
- D・N・ANGEL（女子部員A）

2004年
- なるたる（尾崎三早）
- まぶらほ（春永那穂、女生徒B）
- マーメイドメロディー ぴちぴちピッチ ピュア（蘭花）
- マリア様がみてる（クラスメイト）

2005年
- ふしぎ星の☆ふたご姫（2005年 - 2007年、ファイン）- 2シリーズ

2006年
- NANA（川村幸子）
- 落語天女おゆい（ポン太）

2007年
- ナイトウィザード The ANIMATION（ロンギヌス）

2012年
- SKET DANCE（真理子）

### 劇場アニメ
- Piaキャロットへようこそ!! -さやかの恋物語-（女生徒）

### OVA
- キカイダー01 THE ANIMATION（少女）
- ZOMBIE-LOAN 特別編（当麻兎子）
- True Love Story Summer Days, and yet...（喫茶店の客）
- HAPPY★LESSON（生徒）
- Happy World!（バブちゃん、生徒）
- ふしぎ星の☆ふたご姫 Gyu! スペシャル ぐるり☆ふしぎ星めぐり（ファイン）

### ゲーム
- キラ☆キラ 〜Rock'n'RollShow〜（樫原紗理奈）
- クイーンズゲイト スパイラルカオス（琴音ちゃん[7]）
- 小鳩ヶ丘高校女子ぐろ〜部 Gleam of Force（木下かなえ）
- 絶対ヒーロー改造計画（ミーディア・ラス）
- ミュージックガンガン!（宇佐木もも）

### ドラマCD
- アリアンロッド・サガファンブック　Fellowship of Stone～竜輝石の仲間たち～　ドラマCD「思い出フロントライン」（ベネット）
- アリアンロッド・サガファンブック　Kind of magic　ドラマCD「裏目軍師は伊達じゃない！」（チコ・H・ワトソニー）
- くすりのマジョラム ドラマCD（古河潤）
- ZOMBIE-LOAN（当麻兎子）
- ナイトウィザードファンブック　リーチ・フォー・ザ・スターズ　ドラマCD「最果ての数式」（真壁翠、アニー・ハポリュー）

### 実写
- 風見しんごの住まいるaGOGOGO!!（テレ玉） - 顔出し
- 花の声優界! スター☆ボウリング 新春から吠えて笑って大暴投SP（AT-X） - 顔出し

### ラジオ
- インターネットラジオ『ふぃあ通』ゲストパーソナリティ（ただし、ほぼ毎回出演している）
- 仮面のメイドガイ（和泉英子） - ラジオ大阪「富士見ティーンエイジファンクラブ」内で放送のラジオドラマ、2006年10月15日～11月5日（全4話）
- F&Cラジオ（音泉：2007年8月17日 - 2007年10月24日）
- えまめの素（2007年9月15日 - 2008年2月8日）

### 音楽CD
- 「おしゃれファンタジー」ファイン★レイン
- 「パタタタ・ルン」ファイン★レイン
  - （いずれもレイン役の後藤邑子とのデュオ）
- 「暗黒の翼」(「花と蝶のセレナーデ」)
- 「小島めぐみの未来へ届け 心の童謡」

### TRPGのリプレイキャラクター
- ナイトウィザードリプレイ 合わせ鏡の神子（真壁翠）
- アリアンロッドリプレイ・ハートフル シリーズ（ファムリシア）
- ナイトウィザードリプレイ モノクロームの境界（芳緒菖子）
- アリアンロッドリプレイ・ブレイド（アオイ・オトハ）